# Buchillon
Buchillon är en ort och kommun i distriktet Morges i kantonen Vaud, Schweiz. Kommunen har 687 invånare (2023).
Kommunen ligger längs Genèvesjön.